# Cubulteria
Cubulteria (nel corso dei secoli descritta con molti nomi: Kupelternum, Combulteria, Cumpulteria, Cuultere, Cornelli) era un'antica città sannita e poi romana sita nei pressi degli attuali comuni di Dragoni e Alvignano in provincia di Caserta (Campania).
Cubulteria fu uno dei pochi centri sanniti che osò sfidare Roma alleandosi con Cartagine e Annibale per poi subire l'ira distruttrice di Quinto Fabio Massimo.

## Storia
Pur non conoscendone la precisa ubicazione, si sa che Cubulteria sorgeva in prossimità del fiume Volturno e del successivo ponte di età romana (Ponte Anicio) che collegava Allifae con la pianura campana. La cittadina era quindi un centro altamente strategico perché controllava la valle del medio Volturno costituendo, insieme ai centri di Trebula e Caiatia, una cerniera per la difesa armata tra i Monti Trebulani e il massiccio del Matese ed era, contemporaneamente, il luogo di passaggio obbligato per gli scambi commerciali. Divenne un importante nodo viario con diramazioni viarie in direzione di Alifae, Trebula, Caiatia e Telesia, nonché verso la via Latina.

### La conquista di Roma

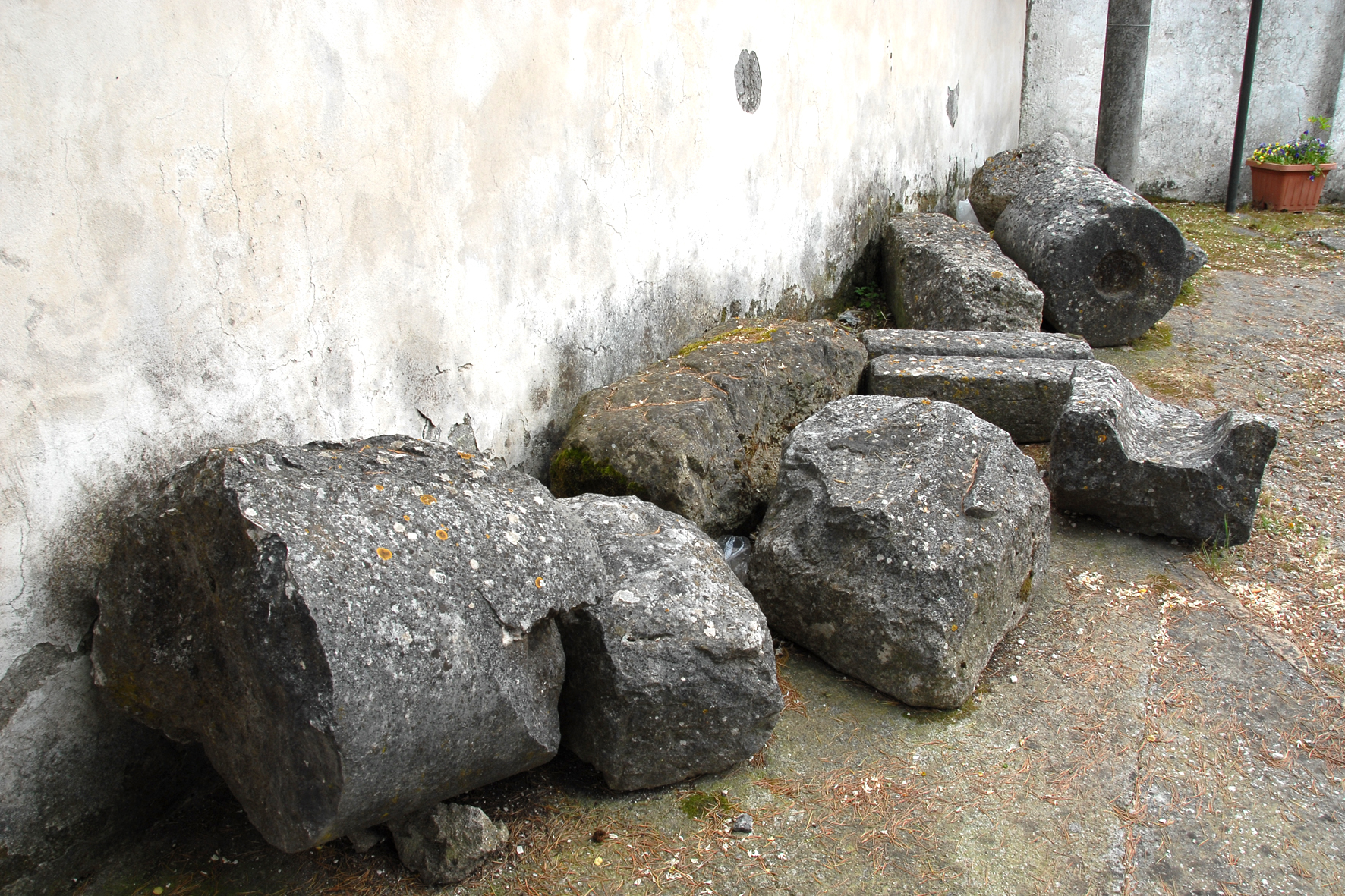
Resti archeologici della città di Cubulteria

Verso la metà del IV secolo a.C. Roma, pur essendo ancora un piccolo stato rispetto alle grandi potenze del mediterraneo, cercava di allargare i suoi domini stabilendo nuove alleanze al di fuori dell'ambito regionale, non ritenendo più sicura l'amicizia con i Latini. Nel 354 a.C. venne così stipulato un trattato di alleanza con le tribù sannitiche dei Carecini, dei Pentri, dei Caudini e degli Irpini, le quali, a loro volta, avevano già dato vita ad una federazione tendente all'espansione territoriale vero la pianura campana per sottrarsi alla povertà delle loro terre d'origine. Quando nel 343 a.C. le tribù sannitiche tentarono l'occupazione di Teanum e di Capua, quest'ultima città chiese la protezione di Roma, la quale, costretta dall'alleanza coi Sanniti, era restia a intervenire. Tuttavia Roma cedette quando la città di Capua si dette tutta, cittadini e beni, alla sua potestà. Fu così che il Senato decise di rompere l'alleanza coi Sanniti per intervenire a difesa dei Campani, determinando l'inizio della prima guerra sannitica, combattuta dal 343 al 341 a.C.
Solo nel 272 a.C. Cubulteria, Caiatia e Trebula furono costrette a stringere leghe separate con Roma, diventando in questo modo città alleate. Esse rimanevano nominalmente libere e almeno le prime due godevano del diritto di coniare moneta propria. Dovevano però fornire aiuto a Roma e non avevano diritto di far guerre senza l'autorizzazione del Senato Romano. La sottomissione dei Sanniti e quindi anche dei Cubulterini era abbastanza precaria e lo dimostrano vari tentativi di insurrezione.
Gli avvenimenti più importanti per Cubulteria avvennero però durante la seconda guerra punica 218-202 a.C. e di essi abbiamo maggiori notizie. Nel 217 a.C. Annibale occupò Telesia probabilmente nello stesso anno anche le città del Medio Volturno e tra esse Cubulteria. Tutte tranne Caiatia defezionarono in favore dei Cartaginesi. Ben presto però, come narra Tito Livio, Cubulteria fu ripresa dal dittatore Quinto Fabio Massimo "il Temporeggiatore", una prima volta nel 215 e di nuovo nel 214 a.C. Dopo aver conquistato Capua Fabio Massimo, avendo attraversato il Volturno, si portò nel territorio di Trebula, la città sannita a lui più vicina, fra quelle ribellatesi a Roma, la prese d'assalto e la conquistò. Si portò poi nel territorio cubulterino da quel lato che confinava con il territorio trebulano seguendo un ramo della via Latina che attraversa le colline per l'attuale strada delle torri Aragonesi che congiungeva Trebula con Cubulteria e prese d'assalto anche quest'ultima città, riuscendo a catturare, oltre che a un gran numero di Campani, anche la guarnigione lasciata da Annibale.
L'anno successivo, 214 a.C., Fabio Massimo devastò ancora di più il Sannio Caudino. I campi furono ampiamente bruciati e fu fatto bottino di bestiame e di uomini, furono prese d'assalto molte cittadine sannitiche, lucane e dell'Apulia, fra cui le città di Cubulteria e di Telesia. Vi furono 25.000 fra uccisi in battaglia e prigionieri, oltre a 370 disertori che furono portati a Roma, flagellati e gettati dalla Rupe Tarpea. Dopo questi avvenimenti Cubulteria rimase fedele a Roma.

### Rinascita e declino

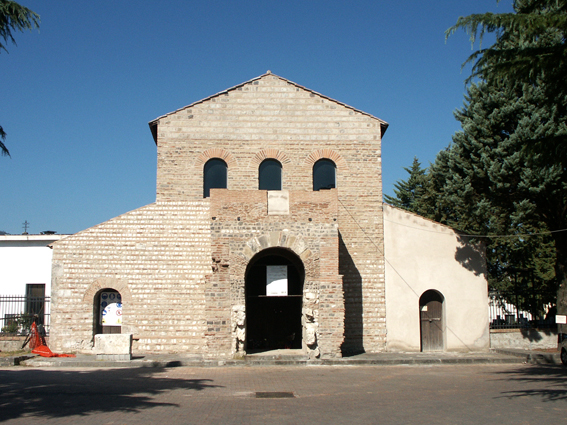
Basilica di Santa Maria di Cubulteria

Fu abbellita con la costruzione di molti monumenti, come i templi alla Dea Bona e a Giunone, e di edifici pubblici, come il foro, la basilica, l'acquedotto, e circondata da una cinta muraria eretta sotto il regno dell'imperatore Adriano nel 119.
Al periodo romano seguirono gli anni della cristianizzazione con la costruzione della basilica paleocristiana. Fu sede vescovile fino alla fine del VII secolo quando fu saccheggiata dai Longobardi.
Infine la distruzione da parte dei pirati Saraceni (IX secolo) e le terribili carestie e pestilenze scatenatesi alle soglie dell'anno 1000 decretarono la fine di Cubulteria.
La popolazione si rifugiò sui colli Caprensi (Monti Trebulani) sulle cui più salubri e protette pendici vennero fondate le città di Alvignano e Dragoni.
Attualmente di Cubulteria rimane solo qualche misero reperto e l'unico monumento a ricordo dell'antica città è la chiesa di S.Maria di Cubulteria ora dedicata a San Ferdinando d'Aragona probabilmente edificata sui resti di un tempio di epoca romana.

## Monetazione
Le monete di Cubulteria hanno la legenda scritta in alfabeto osco. Risalgono al III secolo, quando i romani separarono con la forza queste città del Sannio facendone comunità indipendente. I tipi sono gli stessi usati da Neapolis nello stesso periodo. Alcune monete recano le lettere ΙΣ usate anche a Neapolis. Al diritto c'è la testa laureata di Apollo e la legenda KVPELTERNUM. Nel rovescio è rappresentato un toro androprosopo passante, coronato dalla Vittoria. Sotto le già citate ΙΣ in alfabeto greco. Questi tipi, Apollo e toro androprosopo, caratterizzano, oltre alla monetazione di Neapolis, anche quella di diverse comunità della Campania settentrionale nello stesso periodo, tra cui Cales, Suessa, Teanum Sidicinum.

## Le vie di Cubulteria

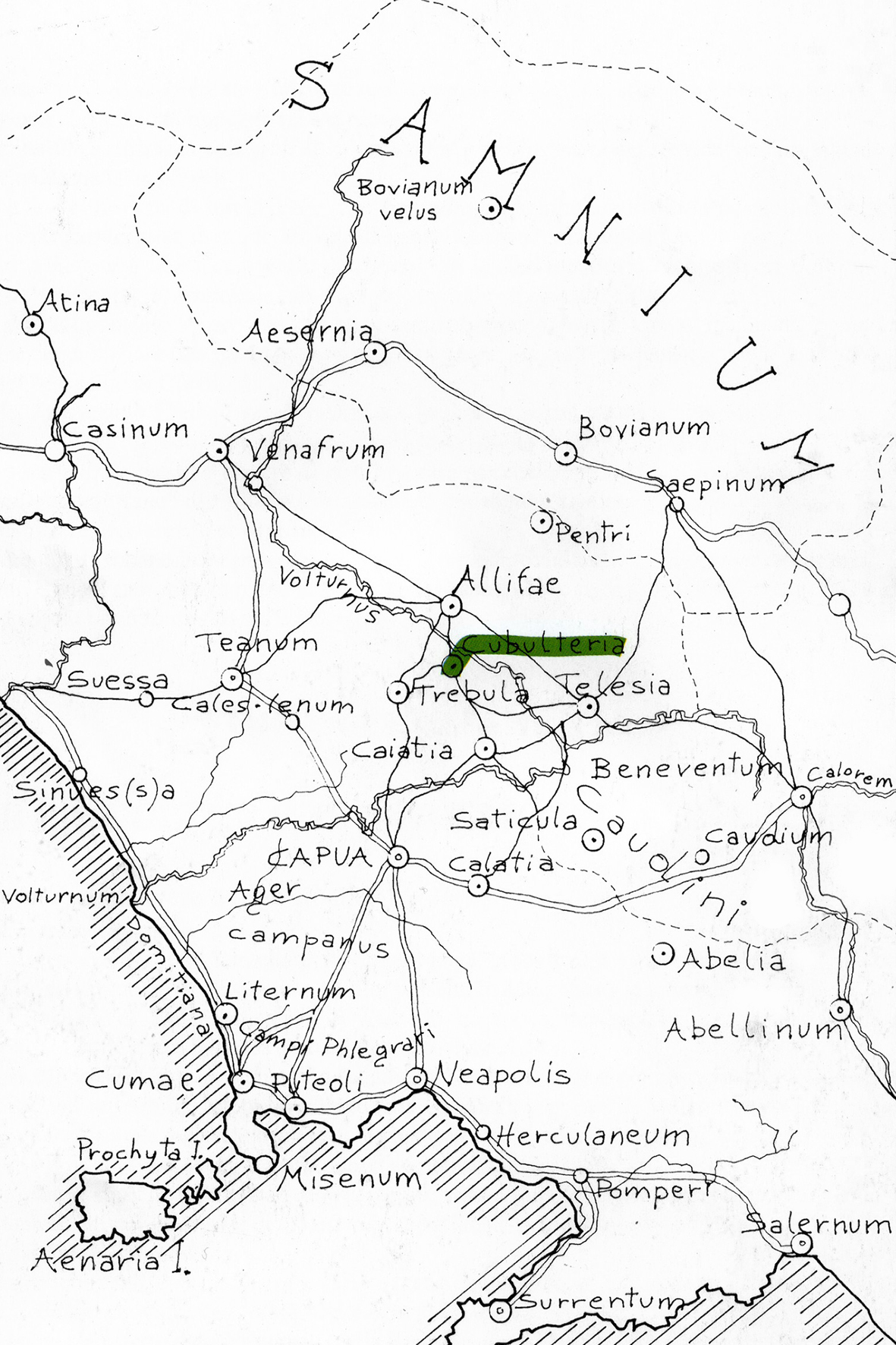
Strade e città nell'epoca romana

Tutto il territorio cubulterino era circondato dalla via Latina la quale, dopo essersi divisa in due parti fuori Teanum, veniva di nuovo a congiungersi ad Alifae, da dove seguiva per Telesia e Beneventum. Il primo ramo della Via Latina da Teanum conduceva direttamente ad Alifae, il secondo braccio portava a Cales e Trebula, quindi a Caiatia e per il territorio di Cubulterio nell'agro alitano. I due rami della Via Latina erano in comunicazione tra loro e portavano a Trebula, a Saticula e a Cubulteria.
La prima via che usciva dalla città di Cubulteria andava verso ovest per congiungersi col primo braccio della Via Latina nei pressi di Bage. Questa via era la più importante tra quelle che uscivano da Cubulteria perché era selciata come la Via Appia. Essa fu ripristinata e restaurata da M. Acilio che fu duumviro e curatore della via stessa come affermava un'epigrafe incisa su una lapide marmorea che una volta si trovava presso la Basilica di San Ferdinando e che successivamente è andata perduta.
La seconda usciva da Cubulteria e poco fuori dalla città si divideva in due parti: una per Alvignano (le attuali vie San Ferdinando - Terminiello - Trieste - Iacobelli) saliva sulle colline del castello Aragonese e di qui portava a Trebula passando certamente per Marcianofreddo; l'altra pure arrivava nell'agro Trebulano dalla località Cacciapugli saliva per il castello di Dragoni per Maiorano di Monte.
Un'altra strada usciva da Cubulteria e portava a Caiatia seguendo più o meno l'attuale percorso della strada provinciale 330 (ex s.s. 158). Ancora due strade partivano da Cubulteria e dirigevano rispettivamente verso nord ed a est. La prima per il ponte Anicio portava ad Alifae; la seconda saliva per le colline della Sagliutella e conduceva a Telesia. Di questa strada come del ponte Anicio rimangono sicure tracce.

## Iscrizioni
Queste sono le epigrafe più importanti dalle quali si possono trarre notizie utili per la conoscenza della città di Cubulteria.
BONAE DEAE SAC(RUM) JULIUS ESUPERIUS D(EDIT)
"Sacro alla Bona dea,, Julius Exuperius d(iede) / d(onò). Si tratta di un certo Exuperius, il cui nome è molto interessante perché permette di datare la scritta con molta probabilità agli inizi del IV secolo d.C. Questa forse è la dedica più tarda a noi giunta del culto della Bona dea, venerata dai Cubulterini. Il suo culto ebbe termine con quasi assoluta certezza nel IV secolo quando anche nelle nostre terre si affermò il Cristianesimo.
M(ARCO) AGRIPPAE PATRONO EX D(ECRETO) D(ECURIONUM)
"A Marco Agrippa, patrono, per decreto dei decurioni". È una dedica ad Agrippa da parte dei Cubulterini databile tra il 40 e il 12 a.C. Agrippa sotto l'impero di Augusto era dunque patrono dei Cubulterini.
(DRU)SO TI(BERII) CAESARIS AUG(USTI) F(ILIO) (DIVI) AUGUSTI N(EPOTI) DIVI JULI (PRO)NEPOTI CAESARI CO(N)S(ULI) (PO)NTIFICI D(ECRETO) D(ECURIONUM)
"A Druso, figlio di Tiberio Cesare Augusto, nipote del divo Augusto, pronipote del divo Giulio, Cesare, console, pontefice, per decreto dei decurioni".
Druso fu console per la prima volta nel 15 d.C. e fu designato console per la seconda volta nel 20 d.C. Tra queste due date è da porsi l'epigrafe.
M. AULO M.F. ALBINO PRAEF(ECTO) COH(ORTIS) PRIMI(AE) BREUCOR(UM) II.VIR(O) QUINQ(UENNALI) QUAESTOR(I) CURATORI REIPUB(LICAE) CUBULTERINORUM PATRONO ET ALLIFIS II.VIRO QUINQ(UENNALI) Q(UAESTORI) PATRONO AUGUSTALES L(OCUS) D(ATUS) D(ECRETO) D(ECURIONUM)
"A Marco Aulo Albino, figlio di Marco, prefetto della prima coorte dei Bruci, duunviro quinquennale, questore, curatore della respublica dei Cubulterini, patrono, e in Alife duumviro quinquennale, questore, patrono. Gli Augustali (posero questa epigrafe). Luogo concesso per decreto dei decurioni". 
L'iscrizione databile al II secolo d.C. faceva parte di una statua in onore di Marco Aulo Albino innalzata a cura del popolo di Cubulteria. Egli era di origine locale e dopo anni di carriera militare come equestre nell'esercito romano, era ritornato nella sua città ad intraprendere la carriera municipale. Il personaggio fu un prefetto della prima coorte ausiliare dei Breuci una tribù illirica che era probabilmente stanziata nella Rezia, fu duonviro quinquennale, patrono dei Cubulterini e degli Alifani ed infine questore: dal suo nome trae origine Alvignano. L'archeoclub d'Italia, sede di Alvignano, volendolo ricordare ha posto una copia dell'epigrafe sulla facciata del palazzo municipale di Alvignano.